# Joris Hoefnagel
Joris Hoefnagel (connu aussi sous le nom de Georg Hufnagel), né en 1542 à Anvers et mort le 9 septembre 1601 à Vienne (Autriche), est un enlumineur flamand. Il est connu pour ses illustrations de sujets d'histoire naturelle, de vues topographiques, d'enluminures et d'œuvres mythologiques. Il a été l'un des derniers enlumineurs de manuscrits et a apporté une contribution majeure au développement du dessin topographique.
Ses enluminures de manuscrits et ses dessins ornementaux ont joué un rôle important dans l'émergence de la nature morte florale comme genre indépendant en Europe du Nord à la fin du XVIe siècle. Le naturalisme presque scientifique de ses dessins botaniques et animaliers a servi de modèle à une génération ultérieure d'artistes néerlandais . Par ces études de la nature, il a également contribué au développement de l'histoire naturelle et a ainsi été l'un des fondateurs de la recherche proto-scientifique.

## Vie et œuvre
Hoefnagel est né dans une famille riche de diamantaires. Il reçoit une bonne éducation et se fait connaître d'abord comme humaniste et poète. Représentatif de l'esprit curieux de cette époque, Hoefnagel a des centres d'intérêt variés : il compose de la poésie latine, joue de plusieurs instruments de musique et parle plusieurs langues. Dès l'enfance il dessine avec passion, et bien que manifestement doué pour les arts dès son jeune âge, il est contraint par son père de travailler dans l’entreprise familiale. 
Hoefnagel voyage en Grande-Bretagne, en France et en Espagne. Lors de ses voyages, il emporte des carnets où il note tout ce qui lui semble intéressant : des panoramas de villes, monuments, aux costumes ou fêtes des régions traversées, aux métiers... plus tard utilisés dans un ouvrage topographique de Georg Braun et F. Hogenberg, Civitates orbis Terrarum... un atlas en six volumes. Il étudie tout de même dans son âge mûr, auprès d'Hans Bol (1543-1593) à Anvers, sans que cela n'influence son style. 
À l'automne 1577, après que les troupes espagnoles ont envahi Anvers, Hoefnagel et le cartographe Abraham Ortelius voyagent dans le sud. Durant ce voyage, il rencontre le mécène Hans Fugger qui le recommande à Albert V, duc de Bavière, qui le nomme artiste de cour. C'est à cette époque qu'Hoefnagel achève sa première grande œuvre consacrée à l'histoire naturelle.
En 1591, Hoefnagel travaille pour la cour de l'empereur germanique Rodolphe II, célèbre pour son cabinet de curiosités, dont il s'occupe au point de négliger les affaires d'État. Mais il ne réside pas à Prague, mais plutôt à Francfort et souvent à Vienne. Hoefnagel, aidé par son fils Jacob (1575-1630) peint son trésor zoologique. Cette œuvre, conservée à la bibliothèque nationale de Vienne, la Hofbibliothek, comprend 90 peintures à l'huile d'oiseaux et inclut notamment une illustration du dodo.
À la fin des années 1580 et le début des années 1590, Hoefnagel, Hans von Aachen et Egidius Sadeler travaillèrent ensemble à Munich et ensuite de nouveau pour collaborer à des estampes et à des cycles. 
Son fils Jacob, fut aussi miniaturiste et employé à Prague dès 1602, où il résidait ainsi que pour les Civitates orbis Terrarum de Georg Braun.

## Œuvre
Hoefnagel appartient à la période de transition entre l'enluminure médiévale et la peinture de nature morte de la Renaissance. Son art est varié : il dessine, réalise des cartes, des gouaches, des peintures à l'huile et des illustrations d'ouvrages savants. 
Au cours de son voyage en Angleterre, il a réalisé des dessins de châteaux royaux tels que le château de Windsor et le palais de Nonsuch, qui sont considérés comme les premières aquarelles de paysages réalistes en Angleterre. Il a également dessiné de nombreuses autres villes au cours de ses autres voyages. Un chef-d'œuvre topographique est la miniature d'une Vue de Séville avec un riche encadrement dans la Bibliothèque royale à Bruxelles.
Parmi les ouvrages qu'il a illustrés figure Civitates orbis terrarum (Les Cités du monde) (1572) de Georg Braun (1541-1622), chanoine de la cathédrale de Cologne. C'est le premier atlas consacré aux villes du monde ; il comporte 363 plans de 480 villes. Ce livre connaît un succès considérable et sera réédité régulièrement jusqu'au XVIIIe siècle.
Cet atlas a été précédé en 1570 par le Theatrum orbis terrarum d'Abraham Ortelius (1527-1598) et les cent pages de l' Album d'insectes réalisé pour Rodophe II (bibliothèque royale de Bruxelles). Entre 1582 et 1590 Hoefnagel a enluminé les 650 pages du Missel romain de Ferdinand, archiduc du Tyrol (bibliothèque de Vienne), le transformant quasiment en recueil scientifique.
Hoefnagel renouvelle le travail des miniaturistes flamands dans le sens d'un réalisme scrupuleux qui donne vie à ses représentations d'animaux et insectes. Contrairement à ce que l'on peut croire, Hoefnagel ne travaillait pas d'après nature pour les volumes zoologiques, mais s'est inspiré des gravures et dessins de Hans Verhagen van Stommen, A. de Bruyn, A. Collaert, C. Gesner, H. Bol et nombres d'autres auteurs qu'il a trouvés dans la bibliothèque impériale de Prague. Cependant il donne l'impression, par une foule de détails, d'un modèle vivant.

## Œuvres dans les collections publiques
Des œuvres de Hoefnagel sont visibles dans les musées :
- Lille, Palais des Beaux-Arts (Allégorie de la brièveté de la vie)
- J. Paul Getty Museum de Los Angeles.
- Metropolitan Museum of Art de New York.
- National Gallery of Art de Washington, DC.
- British Museum de Londres.
- Fine Arts Museums de San Francisco.

## Gallerie

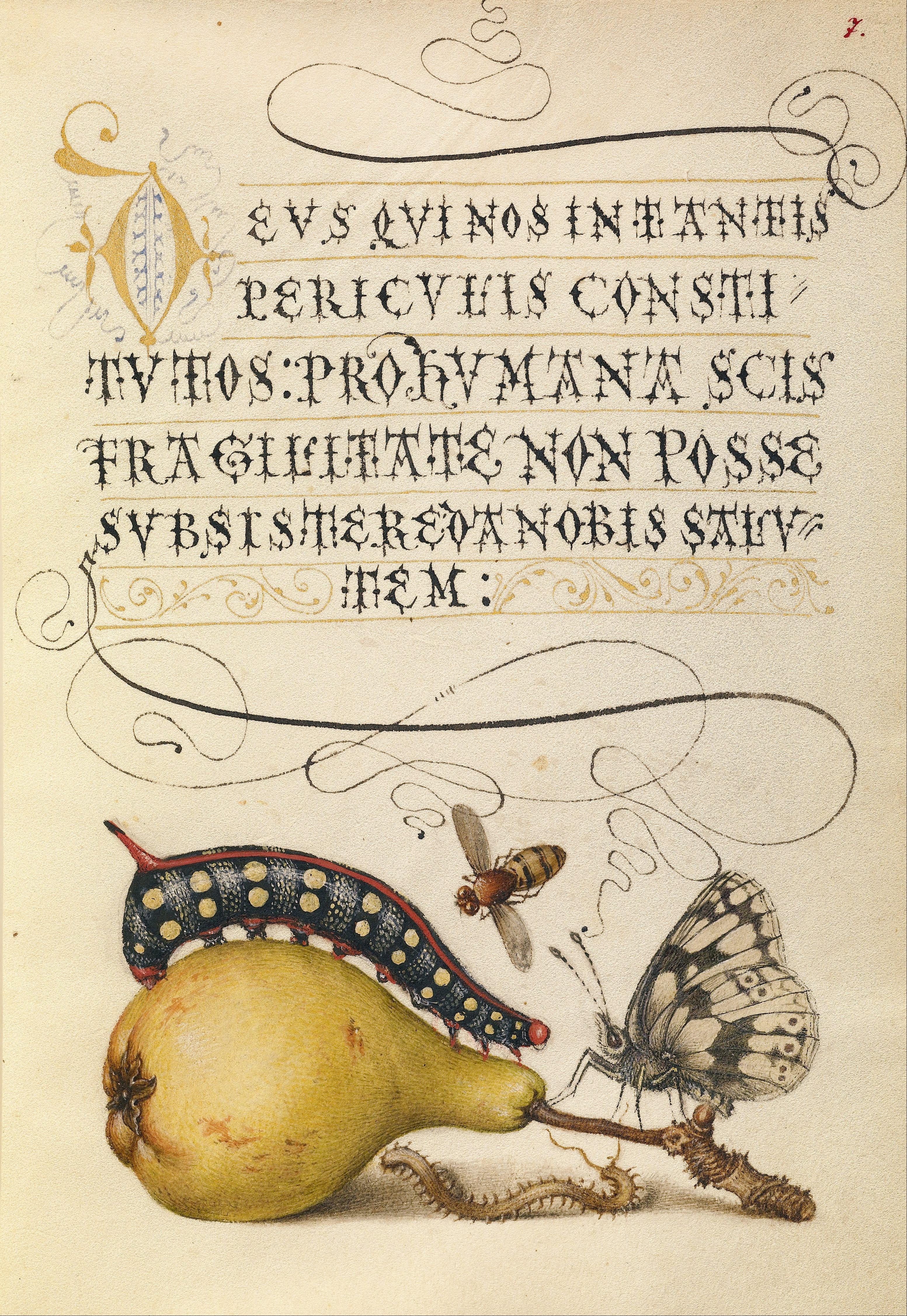
Mira calligraphiae monumenta
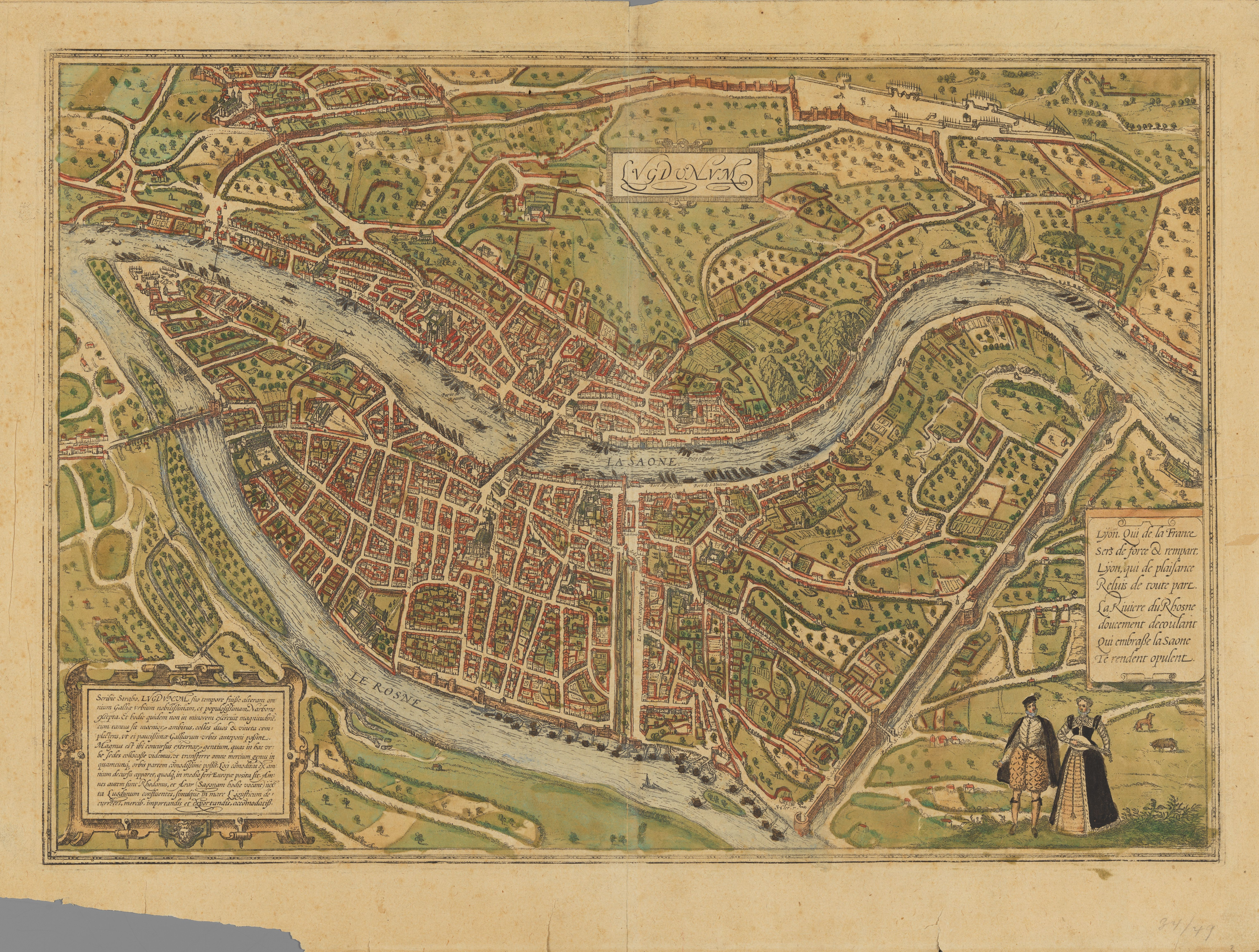
Plan de Lyon vers 1575 publié par Braun et Hogenberg
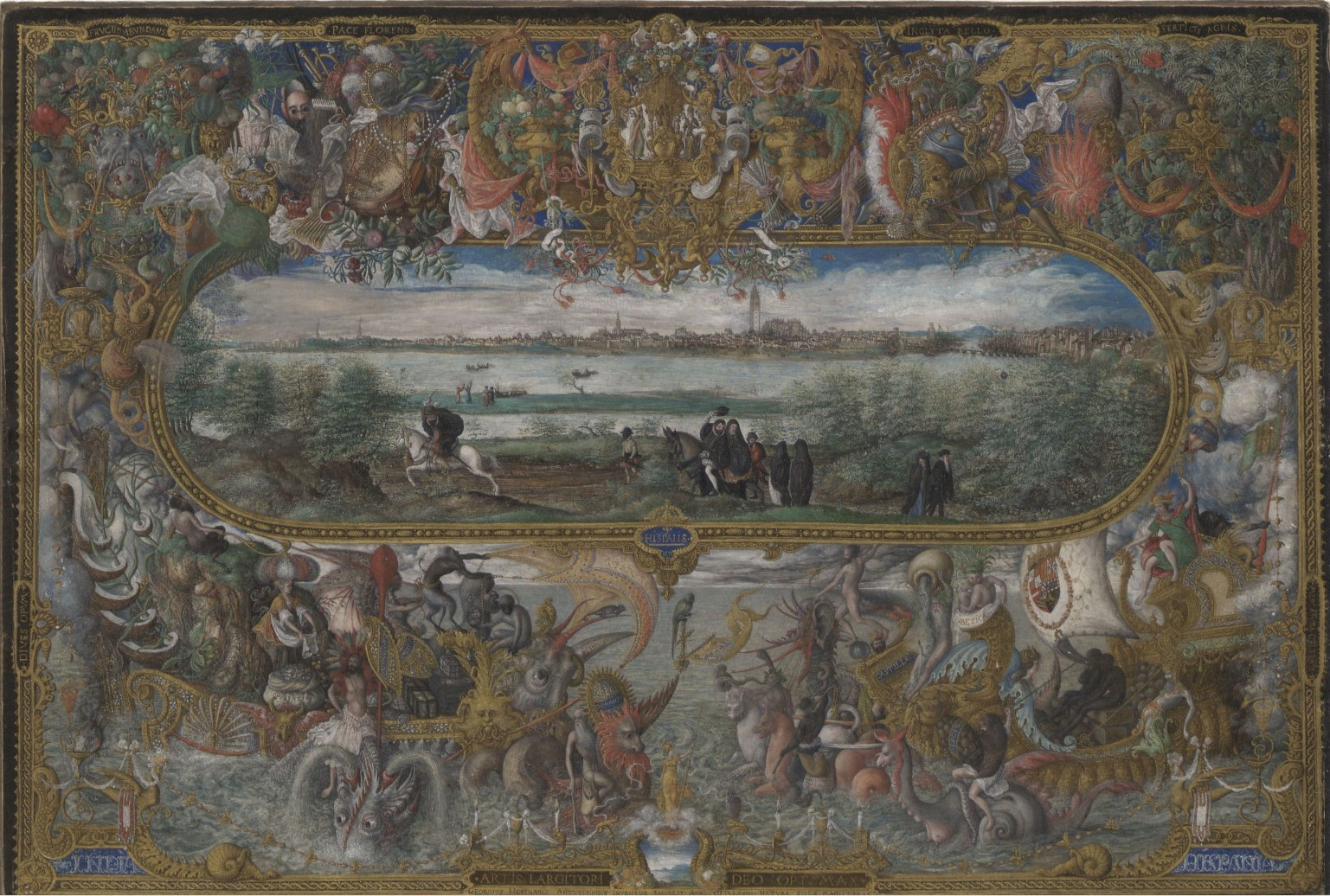
Vue de Séville à l'intérieur d'une bordure décorative
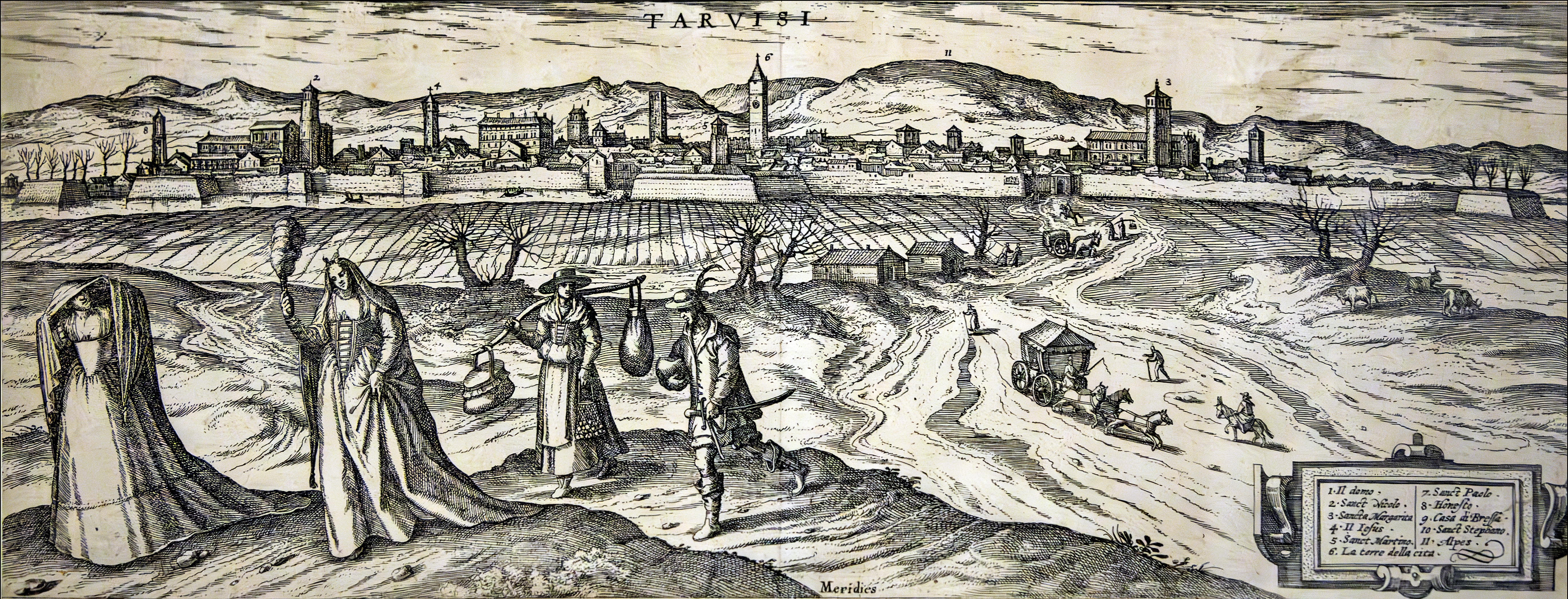
Vue de Trévise depuis le sud-est, 1592, eau-forte avec aquarelles de Civitates Orbis Terrarum de Georg Hoefnagel - Trévise, Museo Civico
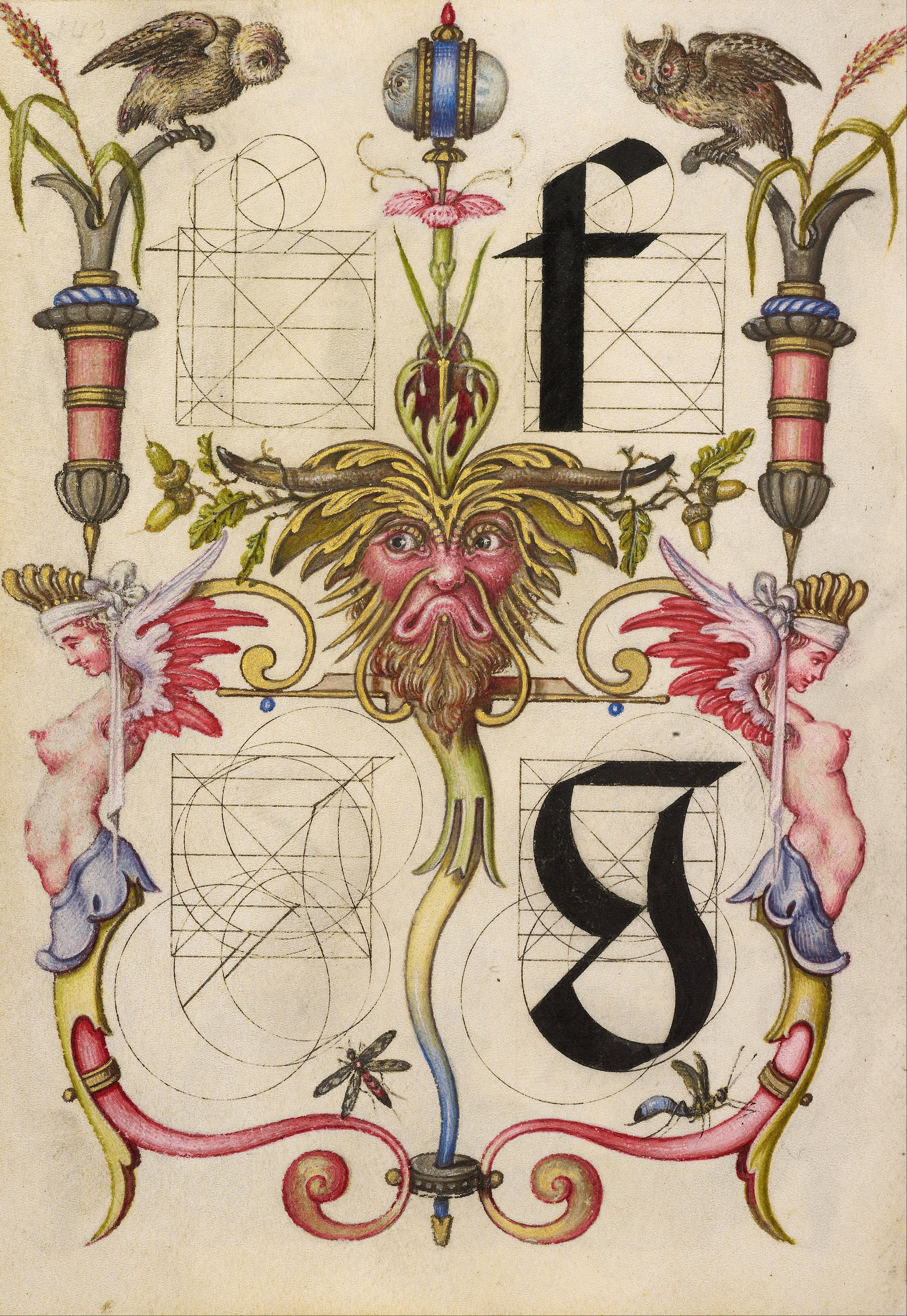
Guide pour la construction des lettres F et G.